# 大定府
大定府（だいていふ）は、中国にかつて存在した府。遼代から金代にかけて、現在の内モンゴル自治区赤峰市一帯に設置された。

## 概要
1007年（統和25年）、遼により七金山土河の浜に城が築かれ、中京と号され、大定府が置かれた。中京大定府は中京道に属し、大定・長興・富庶・金源・勧農・文定・升平・帰化・神水の9県と恩州・利州・潭州・恵州・高州・松山州・武安州・楡州・沢州・北安州の10州を管轄した。
金のとき、大定府は北京路に属し、大定・長興・富庶・金源・恵和・松山・神山・和衆・武平・静封・三韓の11県と恩化・文安の2鎮を管轄した。
モンゴル帝国により大定府は北京路総管府と改められた。1270年（至元7年）、北京路は大寧路と改称された。大寧路は遼陽等処行中書省に属し、録事司と大定・竜山・富庶・金源・恵和・和衆・武平の7県と興中州・義州・瑞州・錦州・利州・恵州・高州・川州・建州の9州を管轄した。
1380年（洪武13年）、明により大寧路は大寧府と改められた。1387年（洪武20年）、大寧府は大寧衛と改められた。1403年（永楽元年）、大寧衛は廃止された。